# Lastè delle Sute
Il Lastè delle Sute (detto anche Cimon delle Sute -2616 m s.l.m.) è una cima della catena del Lagorai in provincia di Trento.
Situata sullo spartiacque tra il bacino del Brenta e dell'Adige, è amministrativamente compreso tra i comuni di Pieve Tesino in versante S-E e di Tesero in versante N-W.
La cima, (la più elevata del Lagorai centrale) si presenta come un vasto pianoro digradante in direzione nord, cosparso di blocchi porfirici (detti appunto i Lastè), mentre nel settore meridionale e orientale presenta versanti assai aspri.
Sul versante ovest in testata alla val Lagorai a quota 2270 m si trovano i Laghetti di Lagorai.
Anche su questa vetta, come in molte altre della catena del Lagorai, sono evidenti camminamenti risalenti alla prima guerra mondiale.